# Шильбовые
Шильбовые (лат. Schilbeidae) — семейство пресноводных лучепёрых рыб отряда сомообразных, включающее десять родов и 48 видов (ранее пять родов и 33 вида). Распространены в основном в Азии и Африке.

## Описание
Спинной плавник с коротким основанием и колючим лучом (отсутствующим у Paralia); обычно есть жировой плавник; основание анального плавника очень длинное, но не сливающееся с хвостовым плавником; обычно четыре пары усиков. Брюшной плавник иногда отсутствует у представителей нескольких родов. Представители этого семейства, как правило, обитают не у дна, а в открытых средних и поверхностных слоях воды.